# Saint-Disdier
Saint-Disdier – miejscowość i gmina we Francji, w regionie Prowansja-Alpy-Lazurowe Wybrzeże, w departamencie Alpy Wysokie.
Według danych na rok 1990 gminę zamieszkiwało 157 osób, a gęstość zaludnienia wynosiła 3 osoby/km² (wśród 963 gmin regionu Prowansja-Alpy-W. Lazurowe Saint-Disdier plasuje się na 645. miejscu pod względem liczby ludności, natomiast pod względem powierzchni na miejscu 138.).